# Mérida (Espagne)
Pour les articles homonymes, voir Mérida.
Mérida (du latin : Augusta Emerita), en estrémègne Méria, est une ville espagnole, capitale de l'Estrémadure. Elle compte 60 000 habitants.
L'ensemble archéologique de Mérida est inscrit au patrimoine de l'UNESCO depuis 1993.

## Géographie

### Situation
Mérida est située au centre de la région d'Estrémadure, au sud-ouest de l'Espagne, à une altitude de 217 m, au confluent de la rivière Albarregas avec le fleuve Guadiana.

### Climat
Le climat de Mérida est de type méditerranéen-continental avec une influence atlantique, en raison de la proximité de la côte portugaise. Les hivers sont doux avec une température qui passe rarement en dessous de zéro, et les étés sont chauds avec des maxima qui peuvent dépasser les 40 °C. Les précipitations sont de 450 mm en moyenne. Les mois les plus arrosés sont novembre et décembre, alors que les étés sont secs avec un minimum en juillet et août. Des cycles de sécheresse de 2 à 5 ans sont habituels, à l'égal des régions sud de l'Espagne.

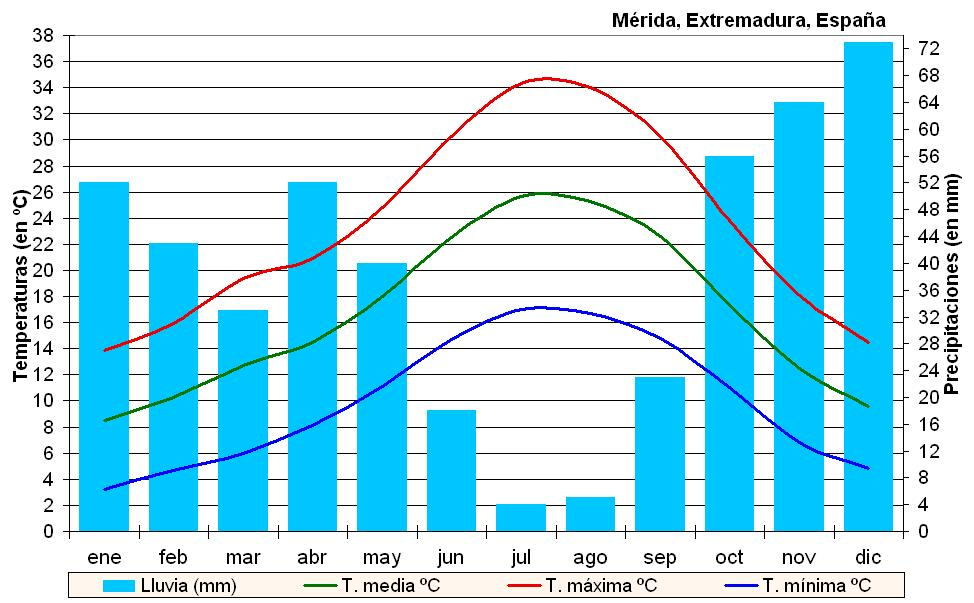
Relevés pluviométriques et de températures de Mérida.

### Démographie
| 1991   | 1996   | 2001   | 2004   | 2006   |
| ------ | ------ | ------ | ------ | ------ |
| 49 284 | 51 830 | 50 271 | 52 200 | 53 915 |

## Histoire

### Fondation et époque romaine
Selon l'avis le plus diffusé, la ville est fondée sous le nom d'Emerita Augusta par Octave Auguste en 25 av. J.-C. pour les soldats méritants ayant fini leur service (vétérans) dans les deux légions des guerres cantabres : la Ve légion Alaudae et la Xe Gemina. Le terme emeritus signifie en latin « retiré, retraité » et se réfère aux soldats démobilisés avec honneur. La ville devint capitale de la province romaine de Lusitanie.
Durant des siècles, jusqu’à la chute de l'Empire romain d'Occident, Mérida est un important centre militaire, juridique, économique et culturel.

### Après l'époque romaine
Au Ve siècle, Mérida souffre des incursions des barbares (Vandales, Alains et  Suèves, puis Wisigoths) qui ont envahi l'Hispanie en 409.
En 448, le roi suève Rechila meurt à Mérida. Plus tard, la ville devient brièvement la capitale du royaume wisigoth d'Espagne et le roi Agila y est assassiné en 555. Mérida est supplantée peu après par Tolède, sous le règne du roi Athanagild (555-567), mais conserve une certaine importance jusqu'à la chute du royaume wisigothique au début du VIIIe siècle. Au cours du VIIe siècle, de nombreuses monnaies wisigothiques sont frappées à Emerita.
En juin 712, le chef arabe Moussa Ibn Noçaïr conquiert la ville et s'empare d'Egilona, la dernière reine des Wisigoths.
En 1230, elle est prise par les troupes chrétiennes d'Alphonse IX de León.
Durant la guerre civile espagnole, la ville est conquise par l'Armée d'Afrique commandée par le nationaliste Juan Yagüe Blanco après un bref combat dès le 11 août 1936. 
Elle est choisie en 1983 comme capitale de la communauté autonome d'Estrémadure.
Depuis cette époque, la ville sort de son long sommeil et met en valeur son patrimoine architectural historique.

## Politique et administration

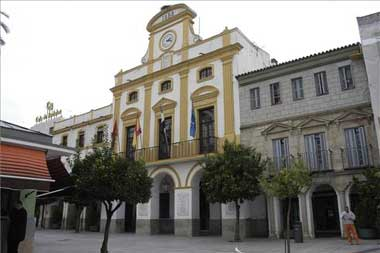
L'hôtel de ville de Mérida.

Mérida appartient à la province de Badajoz et à la communauté autonome d'Estrémadure, dont elle constitue la capitale. Elle accueille donc le siège de la Junte et de l'Assemblée d'Estrémadure.

### Conseil municipal
Lors des élections municipales du 26 mai 2019, la ville de Mérida comptait 59 352 habitants. Son conseil municipal (Pleno del Ayuntamiento) se compose donc de 25 élus.
| Parti | Parti   | 1979 | 1983 | 1987 | 1991 | 1995 | 1999 | 2003 | 2007 | 2011 | 2015 | 2019 | 2023 |
| ----- | ------- | ---- | ---- | ---- | ---- | ---- | ---- | ---- | ---- | ---- | ---- | ---- | ---- |
|       | CDS     |      |      | 2    |      |      |      |      |      |      |      |      |      |
|       | Cs      |      |      |      |      |      |      |      |      |      | 2    | 3    |      |
|       | DP      |      |      |      |      |      |      |      |      |      | 2    |      |      |
|       | PCE     | 0    | 2    | 3    | 4    | 6    | 2    | 0    | 0    | 1    | 2    |      |      |
|       | IU      | 0    | 2    | 3    | 4    | 6    | 2    | 0    | 0    | 1    | 2    |      |      |
|       | ORT     | 3    |      |      |      |      |      |      |      |      |      |      |      |
|       | CD      |      | 5    | 6    | 6    | 10   | 13   | 13   | 12   | 13   | 8    | 5    | 6    |
|       | CP      |      | 5    | 6    | 6    | 10   | 13   | 13   | 12   | 13   | 8    | 5    | 6    |
|       | AP      |      | 5    | 6    | 6    | 10   | 13   | 13   | 12   | 13   | 8    | 5    | 6    |
|       | PP      |      | 5    | 6    | 6    | 10   | 13   | 13   | 12   | 13   | 8    | 5    | 6    |
|       | PSOE    | 8    | 14   | 14   | 15   | 9    | 10   | 12   | 13   | 10   | 11   | 13   | 14   |
|       | SIEX    |      |      |      |      |      |      |      |      | 1    |      |      |      |
|       | UP      |      |      |      |      |      |      |      |      |      |      | 2    |      |
|       | UCD     | 10   |      |      |      |      |      |      |      |      |      |      |      |
|       | Vox     |      |      |      |      |      |      |      |      |      |      | 2    | 2    |
|       | XMérida |      |      |      |      |      |      |      |      |      |      |      | 2    |
| Total | Total   | 21   | 21   | 25   | 25   | 25   | 25   | 25   | 25   | 25   | 25   | 25   | 25   |

### Liste des maires
| Mandature | Maire | Maire                                           | Parti |
| --------- | ----- | ----------------------------------------------- | ----- |
| 1979-1983 |       | Martín López Heras Antonio Vélez Sánchez (1981) | PSOE  |
| 1983-1987 |       | Antonio Vélez Sánchez                           | PSOE  |
| 1987-1991 |       | Antonio Vélez Sánchez                           | PSOE  |
| 1991-1995 |       | Antonio Vélez Sánchez                           | PSOE  |
| 1995-1999 |       | Pedro Acedo Penco                               | PP    |
| 1999-2003 |       | Pedro Acedo Penco                               | PP    |
| 2003-2007 |       | Pedro Acedo Penco                               | PP    |
| 2007-2011 |       | José Ángel Calle Gragera                        | PSOE  |
| 2011-2015 |       | Pedro Acedo Penco                               | PP    |
| 2015-2019 |       | Antonio Rodríguez Osuna                         | PSOE  |
| 2019-2023 |       | Antonio Rodríguez Osuna                         | PSOE  |
| 2023-2027 |       | Antonio Rodríguez Osuna                         | PSOE  |

## Patrimoine

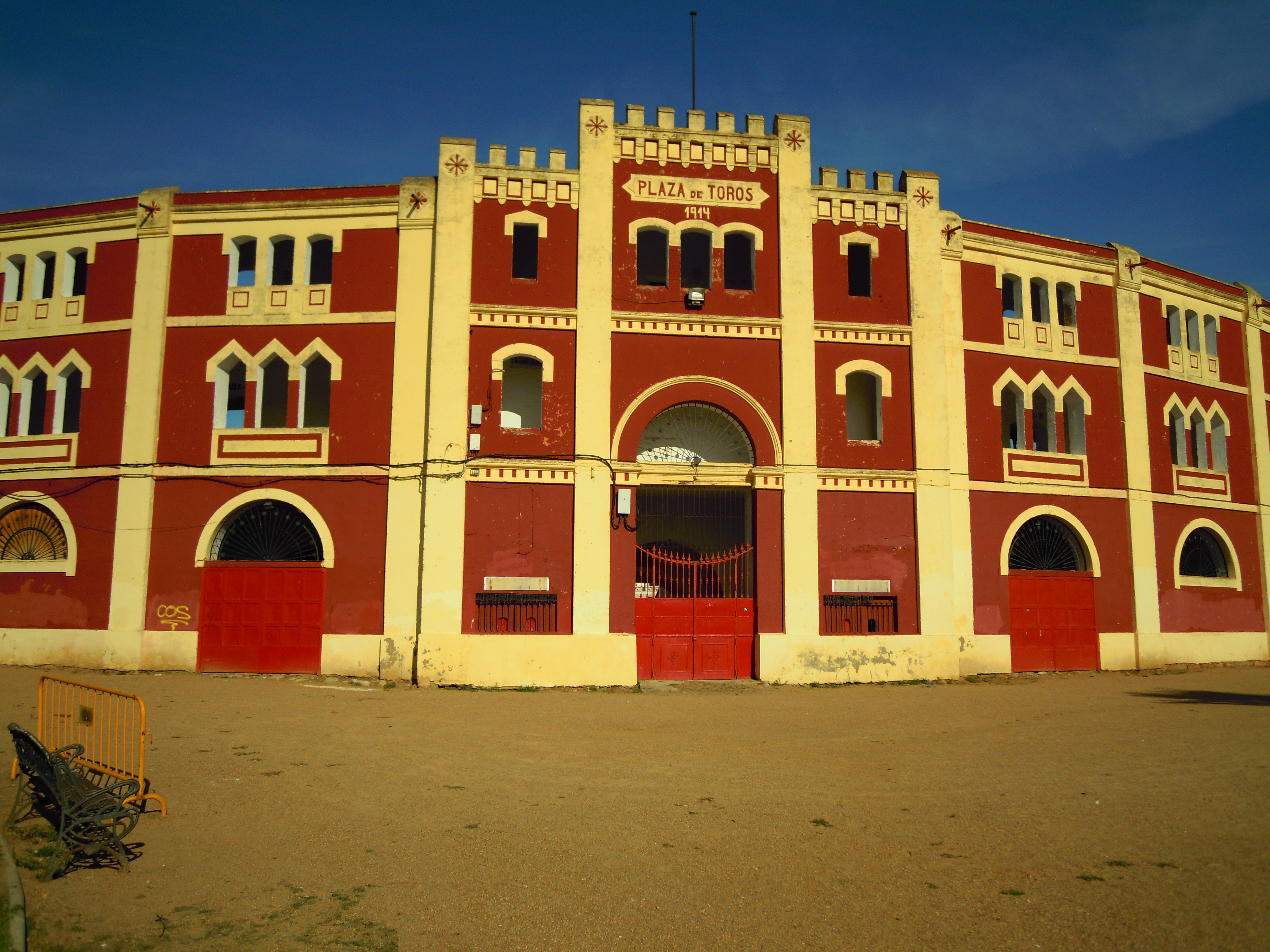
Les arènes de Mérida.

De son passé d'opulente cité romaine, Mérida a conservé un riche patrimoine archéologique, comprenant entre autres un théâtre, un amphithéâtre, des aqueducs, un temple et le pont sur le Guadiana. L'ensemble archéologique de Mérida est inscrit au Patrimoine mondial de l'UNESCO depuis 1993.
La ville conserve également un remarquable patrimoine du Moyen Âge et de la Renaissance, dont l'Alcazaba omeyyade.

## Culture

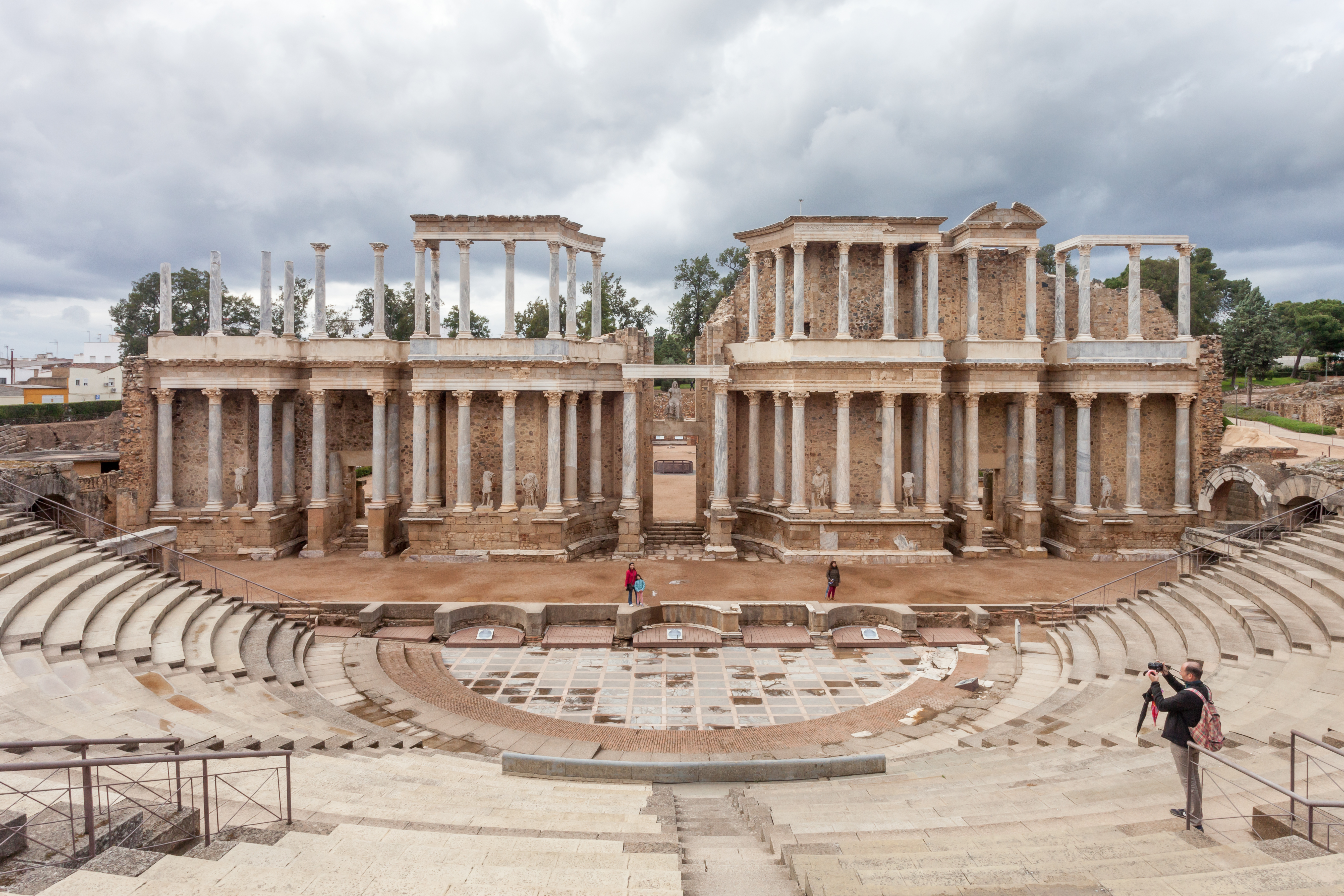
Le théâtre romain.

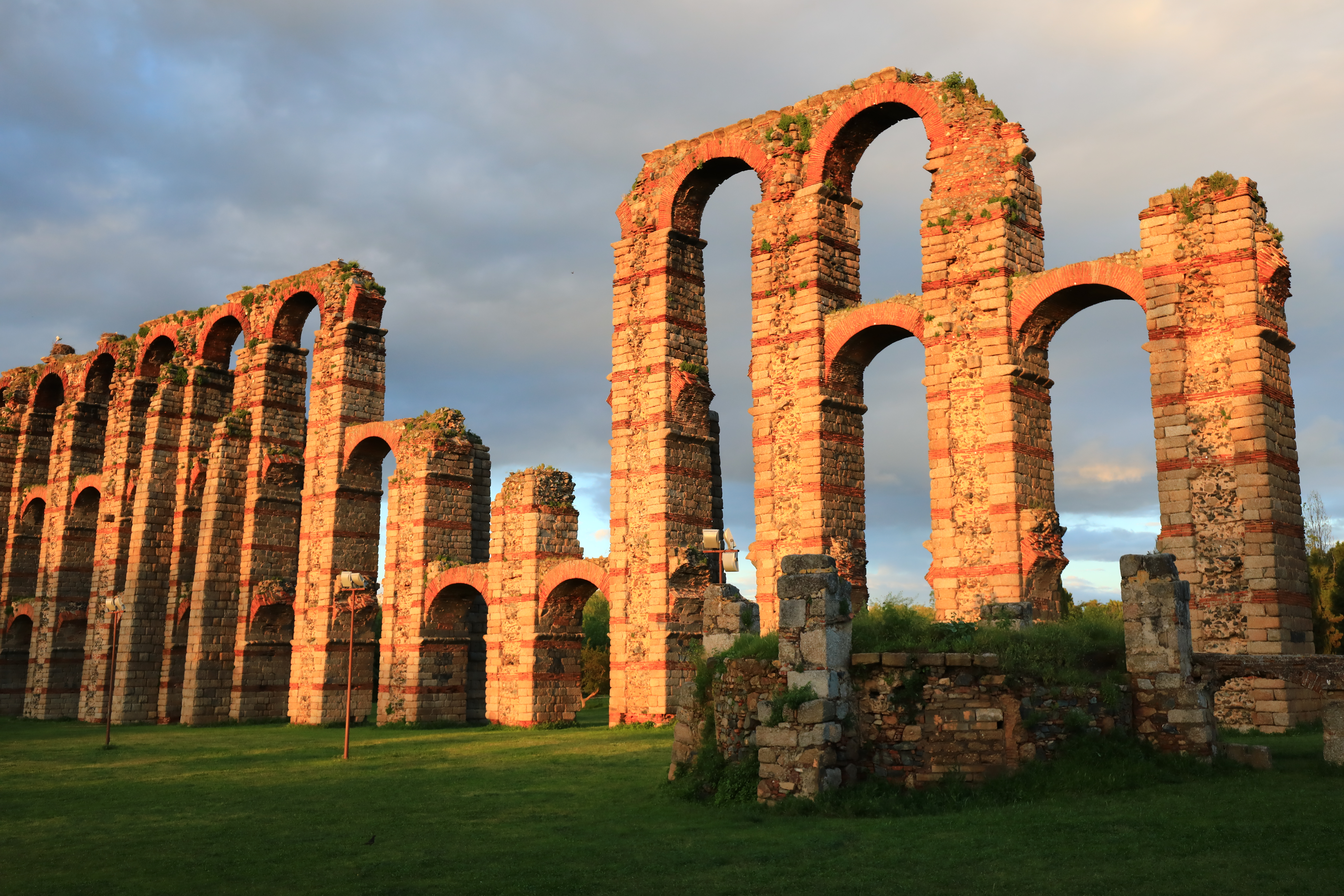
L'aqueduc des Miracles.

La ville de Mérida est inscrite sur la liste du patrimoine mondial de l'Unesco depuis 1993 sous le nom « ensemble archéologique de Mérida ». La ville, ancienne capitale provinciale romaine, puis des Suèves et des Wisigoths, et enfin capitale frontalière d'Al-Andalus, comporte en effet un grand patrimoine architectural. La ville a hérité de cette riche histoire un grand nombre de monuments garnissant son centre-ville, et justifiant son inscription à l'Unesco. Les plus notables sont l'amphithéâtre, le théâtre, le temple de Diane et le cirque pour la période romaine, l'Alcazaba (une citadelle) pour la période arabe, la basilique Santa Eulalia pour le Moyen Âge, et la plaza de España ainsi que le pont de Lusitanie pour la période moderne. La ville jouit donc d'une grande diversité architecturale, concentrée dans un espace pourtant resteint (Mérida ne compte « que » 60 000 habitants). À noter que c'est la richesse des vestiges romains qui fait principalement la renommée de la ville : l'Unesco fait état d'une part d'importants vestiges romains, et d'autre part du « développement urbain ultérieur montrant l'évolution d'une ville européenne sur 2000 ans ». Les édifices post-romains sont effectivement moins nombreux, et plus communs, ce qui ne les empêche pas de se faire témoin des différentes civilisations ayant occupé Mérida. Ce qui fait la particularité des vestiges romains, c'est avant tout leur état de conservation excellent, et le fait que la ville se soit développée au fil des siècles en intégrant ces monuments, à tel point qu'ils sont pour certains fusionnés dans l'architecture actuelle de la ville (comme l'arc de Trajan).
Depuis 1986, la préservation du patrimoine historique de Mérida est également soutenue par un Musée national d'art romain. Situé près du théâtre et de l'amphithéâtre, dans un impressionnant bâtiment moderne signé Rafael Moneo, il abrite un grand nombre d'œuvres romaines trouvées lors des fouilles de la ville. Son objectif est à la fois d'exposer les trouvailles des archéologues, mais aussi d'éduquer le visiteur au fonctionnement d'une capitale de province romaine, à son fonctionnement interne comme à son rôle administratif. Les collections de géologie et de préhistoire de la ville, quant à elles, sont présentées gratuitement au MAM (Merida Open Museum), dans un bâtiment ouvert en 2007. Le musée, inauguré en 2001, comprend aussi certains vestiges romains librement accessibles, comme le temple de Diane. Il a pour objectif, à sa création, de permettre une meilleure offre touristique et une défense du patrimoine plus efficace. En revanche ,une autre partie des vestiges (par exemple l'amphithéâtre, le cirque, mais aussi l'Alcazaba et la crypte de Sainte-Eulalie) sont payantes. Dans un souci de promotion du tourisme, et afin de faciliter l'accès au patrimoine par tous, ces monuments ont été regroupés sous un tarif unique. Enfin, il convient d'ajouter le musée d'art et de culture Wisigoth, présentant dans l'église de Santa Clara une collection consacrée à la ville entre les 4e et 9e siècles après J-C. Ce bâtiment dépend par ailleurs du musée d'art romain.
Chaque été depuis 1993, le Festival de théâtre classique de Mérida a lieu dans le théâtre romain de la ville et met en scène des œuvres dramatiques grecques et latines.